# Maximilian Lambertz
Maximilian Lambertz (Bécs, 1882. július 27. – Markkleeberg, 1963. augusztus 26.) 1949 után a Német Demokratikus Köztársaságban élt osztrák nyelvész, albanológus, filológus, folklorista, egyetemi tanár. A német nyelvterület legjelentősebb 20. századi albanológusa, az albán nyelv, névtan, népköltészet és szépirodalom avatott ismerője.

## Életútja
1900-tól 1905-ig összehasonlító nyelvtudományt és klasszika-filológiát tanult a Bécsi Egyetemen Edmund Hauler, Paul Kretschmer és Leopold von Schroeder tanítványaként. Die griechischen Sklavennamen (’Görög rabszolganevek’) című, különdíjat nyert doktori disszertációját 1907-ben védte meg. Ezt követően állami ösztöndíjasként rövid tanulmányutat tett Olaszországba és Görögországba, majd rövid ideig Triesztben tanított. Hazatérését követően, még 1907-ben előbb tanárként helyezkedett el Bécsben, majd Münchenbe költözött, és 1911-ig a Thesaurus linguae latinae (’A latin nyelv tezaurusza’) szerkesztési munkálataiban vett részt. 1911-ben visszaköltözött Ausztriába, és folytatta az oktatómunkát.
Első ízben 1916-ban utazott Albániába, a Császári Tudományos Akadémia balkanológiai bizottsága által szervezett tudományos expedíció tagjaként. Ezt követően belépett az Észak-Albániát megszálló Monarchia hadseregébe, és az elfoglalt albán területek iskoláinak tanfelügyelője lett. 1916-tól 1918-ig részt vett az albán irodalmi nyelv normáit lefektető shkodrai Albán Irodalmi Bizottság tevékenységében. Shkodrai tartózkodása során kapcsolatba került a helyi, katolikus hátterű irodalmi körökkel, és részt vett Gjergj Fishta lapja, a Posta e Shqypnis (’Albániai Hírhozó’) szerkesztési munkálataiban.
Az első világháború lezárulását követően hazautazott Ausztriába, és iskolaigazgatóként dolgozott. Ezzel párhuzamosan folyamatosan publikálta albanológiai (nyelvészeti, dialektológiai, folklorisztikai stb.) közleményeit. Miután belépett a szociáldemokrata pártba, menesztették az általa vezetett iskola éléről. 1935-ben ismét beiratkozott a Bécsi Egyetemre, ezúttal protestáns teológiát hallgatott, de Jézus gyermekkoráról írt diplomamunkáját – anyai ágú zsidó származására hivatkozva – az egyetem fakultása elutasította. 1939-ben ezért Lambertz ismét Münchenbe költözött, és 1942-ig a latin nyelvi tezauruszon dolgozott. 1943-tól Lipcsében élt, a helyi Idegen Nyelvi Iskolában tanított francia és olasz nyelvet, valamint részt vett a Pauly–Wissowa-féle Realenzyklopädie der klassichen Altertumswissenschaft (’A klasszikus ókortudomány reálenciklopédiája’) munkálataiban.
A második világháborút követően, 1945 júniusában belépett a keletnémet kommunista pártba, és a lipcsei Idegen Nyelvi Iskola igazgatója, 1946 januárjában rendkívüli tanára lett. 1946 októberében a lipcsei Karl Marx Egyetem akkor alakult oktatástudományi karának dékánjává nevezték ki, ezt a tisztséget 1949-ig töltötte be. 1957-es nyugdíjazásáig az összehasonlító nyelvtudomány professzoraként, valamint az Indoeurópai Nyelvészeti Intézet igazgatójaként tevékenykedett. Nyugdíjazása évében, 1957-ben a Német Demokratikus Köztársaság Hazafias Érdemrendjével tüntették ki.

## Munkássága
Bár pályája elején ógörög és latin filológiai kérdésekkel, Homérosz szövegeivel és újgörög nyelvészettel foglalkozott, Lambertz végül a német nyelvterület legjelentősebb 20. századi albanológusa, az albán nyelv, névtan, népköltészet és szépirodalom avatott ismerője lett.
Még 1907-es görögországi útján, Attikában lett figyelmes albán pásztorok beszélgetésére, és ez a véletlen találkozás keltette fel a figyelmét az albán nyelv iránt. 1913-ban, majd 1914-ben újra Dél-Olaszországba utazott néhány hétre, hogy az ottani arberesek (olaszországi albánok) nyelvét tanulmányozza. Későbbi nyelvészeti publikációinak homlokterében az abruzzói és molisei arberes albán dialektusok tanulmányozása állt, de kísérletet tett az észak-albániai geg nyelv táji változatainak elkülönítésére és meghatározására, valamint a dél-albániai Gjirokastra urbánus nyelvhasználatának leírására is. Etimológiai és nyelvtörténeti megközelítéssel vizsgálta az albán személyneveket és a hét napjainak elnevezéseit. Mindezek mellett jelentős tankönyvírói munkássága volt. Első albán tankönyvét még 1913-ban írta Gjergj Pekmezivel, 1948-ban kétkötetes, 1958-ban pedig egy háromkötetes albán tan- és olvasókönyvet adott ki.
A nyelvészeti kérdéseken túl elsősorban az albán népköltészeti alkotások világa vonzotta tudományos érdeklődését. Az első világháború éveiben, a Monarchia katonájaként nem csak dialektológiai, de népköltészeti gyűjtőutakat is szervezett. Az összegyűjtött folklóranyag egy részét 1917-ben rendezte sajtó alá, de a későbbi évtizedekben további népmese-, népdal- és kisepikai antológiákkal és szövegkiadásokkal jelentkezett, emellett behatóan foglalkozott az albán népmesei és a hiedelemvilágot benépesítő mitikus lényekkel.
Jelentősek az albán irodalomtörténet terén elért eredményei is. Behatóan foglalkozott az arberes Jul Variboba költészetével, emellett németre fordította és kiadta az albán irodalom egyik legjelentősebb szépirodalmi alkotását, Gjergj Fishta Lahuta e malcís (1937) című epikus hőskölteményét. Ennek kapcsán részletesen feltárta Fishta költészetének forrásait, valamint kapcsolódási pontjait az antik irodalmi hagyományokkal. A modern albán dráma- és színházművészetről írt 187 oldalas munkája kéziratban maradt (Das Drama im albanischen Theater von heute, ’Drámairodalom a mai albán színházművészetben’, 1963).

### Főbb munkái
- Max Lambertz – Georg Pekmezi: Lehr- und Lesebuch des Albanischen (’Az albán nyelv tanuló- és olvasókönyve’). Wien; Leipzig: Hartleben. [1913].
- Die Volkspoesie der Albaner: Eine einführende Studie (’Az albán népköltészet: Bevezető tanulmány’). Sarajevo: Studnic̆ka. 1917.
- Albanische Märchen und andere Texte zur albanischen Volkskunde (’Albán mesék és egyéb albán népköltészeti szövegek’). Wien: Hölder. 1922.
- Zwischen Drin und Vojusa: Märchen aus Albanien (’A Drin és a Vjosa közén: Mesék Albániából’). Wien: Wiener Graphische Werkstätte. 1922.
- Albanische Lesebuch mit Einführung in die albanische Sprache (’Albán olvasókönyv albán nyelvészeti bevezetéssel’). Leipzig: Harrassowitz. 1948.
- Gjergj Fishta und das albanische Heldenepos Lahuta e Malcís, Laute des Hochlandes: Eine Einführung in die albanische Sagenwelt (’Gjergj Fishta és az albán hőseposz, a Lahuta e malcís: Bevezetés az albán mondák világába’). Leipzig: Harrassowitz. 1949.
- Die geflügelte Schwester und die Dunklen der Erde: Albanische Volksmärchen. Übersetzt und hrsg. von Maximilian Lambertz. Eisenach: Röth-Verlag. [1952].
- Albanisch-deutsches Wörterbuch (’Albán–német szótár’). Berlin: Deutscher Verlag der Wissenschaften. 1954.
- Albanische Chrestomathie (’Albán nyelvi szöveggyűjtemény’). Berlin: Deutscher Verlag der Wissenschaften. 1955.
- Albanien erzählt: Ein Einblick in die albanische Literatur (’A mesélő Albánia: Kitekintés az albán irodalomra’. Berlin: Volk und Wissen. 1956.
- Die Volksepik der Albaner (’Az albán népi epika’). Halle: Niemeyer. 1958.
- Gjergj Fishta: Die Laute des Hochlandes. Übersetzt von Maximilian Lambertz. München: Oldenbourg. 1958.  = Südosteuropäische Arbeiten,  51. 312 o
- Grammatik der albanischen Sprache (’Az albán nyelv grammatikája’). Halle: Niemeyer. 1959.